# 古墓丽影：黑暗天使
《古墓丽影：黑暗天使》是由Core Design開發，由Eidos Interactive發行的動作冒險遊戲，為《古墓丽影》系列的第六套作品，遊戲於2003年6月20日發布於PS2平台，同年6月30日發布於PC平台，本作是第一套發布於PS2平台的古墓奇兵系列作。也是最後一套由Core Design開發的古墓奇兵系列作。遊戲描述了系列主角蘿拉·卡芙特在調查遠古暗黑宗教活動時，捲入了一場涉及蘿拉導師威爾納‧馮‧克洛伊的謀殺案中，玩家必須一邊閃避巴黎警方的追捕，一邊調查導師謀殺事件的真相。
遊戲的開發耗時約三年。開發組Core Design為了對應全新PS2平台，企圖打造與以往作品不同的遊戲，以面對市場上越來越多的動作冒險遊戲的競爭，並充分利用第六代遊戲平台的性能來表現遊戲畫面與特色。遊戲本預計於2003年聖誕檔期推出，但Core Design接到了來自Eidos高層的巨大壓力，要求遊戲必須提早一年，在2002年聖誕檔期推出，這個要求導致了開發上的緊迫，使開發過程充滿困難，Core Design最終難以達成上層給出的目標，遊戲的發布最終被延遲了兩次，無法趕上2002年聖誕檔期，只能於2003年6月推出，但已經比原本開發團隊的預期提早了半年，遊戲發行時在全球售出250萬套，但由於其優化不佳的控制操作，和多個遊戲潛在錯誤而受到負面評價。
遊戲原本被設計為一個全新系列三部曲的首作，但由於遊戲表現不符期待，三部曲計畫遭到取消，Core Design工作室最终被Eidos放棄，並且遊戲系列開發權被轉移給了晶體動力。

## 遊戲玩法
古墓奇兵：暗黑天使的主要玩法與以往的系列作相同。玩家操作主角蘿拉·卡芙特（Lara Croft）及在部份的時間操作第二主角柯蒂斯·特倫特（Kurtis Trent）來通關並驅動劇情線，關卡中會出現各種需要突破的地形、門鎖、機關與敵人，玩家必須善用走路、跑步、跳躍、翻滾、攀附、爬行、擺盪、懸掛、游泳、隱蔽、搏鬥、操作槍枝等各種一系列豐富動作，來處理關卡中的各種障礙並取得關鍵寶物。與以往的系列作相比，遊戲中還加入了全新的對話系統與RPG元素，讓玩家可以透過與NPC角色的對話選擇，決定遊戲的劇情走向與攻關路線。

## 劇情
時間來到蘿拉被認定在埃及事故之後的數年，蘿拉前導師維爾納‧馮‧克洛伊（Werner Von Croy）在巴黎聯繫並求助於蘿拉，指稱其受到名叫埃卡德特（Eckhardt）的客戶委託，要求尋找稱為《奧布斯丘拉古畫（Obscura Paintings）》的文物，同時巴黎的媒體上充斥著連環殺手（Monstrum）的新聞，讓維爾納十分害怕，維爾納希望蘿拉能前往羅浮宮的同事瑪格特‧卡維爾（Mlle. Margot Carvier）的住處拿取他的筆記，筆記中有更多訊息，但在埃及事故之後蘿拉一直對維爾納無法諒解，兩人發生爭執，突然槍聲大作，蘿拉遭擊暈在地，當蘿拉神智恢復時，維爾納已死在身旁，緊接著巴黎警車聲響起，蘿拉開始逃避巴黎警方的追緝。
蘿拉成了巴黎警方的重點嫌疑犯，因此蘿拉逃到卡維爾住處，順利說服卡維爾後取得維爾納的筆記，筆記顯示羅浮宮地底還有關於古畫的訊息，蘿拉便前往羅浮宮地底探查，在羅浮宮地底的四季大殿（遊戲虛構建）中，蘿拉找到了奧布斯丘拉古畫，原來古畫是數百年前由煉金術士所造，據說古畫擁有者可藉由古畫喚醒沉睡的巨人拿非力族（Nephilim），而拿非力族擁有超凡的力量，無法被擊敗，這可能就是埃卡德特致力尋找古畫的原因，蘿拉沿著原路離開四季大殿回到羅浮宮，卻發現埃卡德特的雇傭兵已經攻占羅浮宮，在一陣混亂之下，古畫被神秘男子柯蒂斯‧特倫特（Kurtis Trent）奪去。
蘿拉窺聽到雇傭兵的無線電，得知古畫被帶去了布拉格，埃卡德特以及他的基地也都在布拉格，因此蘿拉前往布拉格，在該地再次遇上柯蒂斯，交談中得知柯蒂斯為了報殺父之仇，誓死與埃卡德特為敵，於是利害關係一致之下蘿拉同意與柯蒂斯合作並與蘿拉分頭行動。當找到埃卡德特的實驗室時，埃卡德特已在利用古畫咒術復活巨大裝置中的拿非力族，蘿拉拔槍準備制止他，卻被突然衝出的卡瑞爾（Karel）搶先一步，擊殺了埃卡德特，原來埃卡德特只是卡瑞爾的棋子，一切的幕後主使其實皆是卡瑞爾，擁有幻變成他人樣貌的能力的卡瑞爾，其實就是媒體報導的連環殺手，在羅浮宮時也是他幻變成柯蒂斯搶奪了古畫，維爾納由於藏起了筆記，也遭到卡瑞爾所殺，卡瑞爾假裝為埃卡德特做事，實際上是卡瑞爾利用了埃卡德特的無知為他做事，等待時機成熟時卡瑞爾即除掉埃卡德特，卡瑞爾也邀請蘿拉加入復興巨人拿非力計畫，屆時蘿拉將可獲得無窮之力，蘿拉拒絕，與卡瑞爾展開最終決戰，最終蘿拉擊敗卡瑞爾，並將拿非力裝置摧毀，巨人拿非力一族的復興之路徹底遭蘿拉切斷。
事件結束之後，失蹤的柯蒂斯的武器寬刃刀指引了一個新方向，蘿拉認為這把武器似乎想述說著什麼，於是隨著寬刃刀指引的方向追去，消失於黑暗之中。

## 游戏角色

### 可控制角色
- 劳拉·克劳馥（Lara Croft）

劳拉·克劳馥和柯蒂斯·特伦特

- 柯蒂斯·特伦特（Kurtis Trent）

### 登場角色
- 维尔纳·冯·克罗伊（Werner Von Croy）
- 彼尔特·凡·埃卡德特（Pieter Van Eckhardt）
- 巫师（The Shaman）
- 马丁·冈德森（Marten Gunderson）
- 玛格特·卡维尔（Mlle. Margot Carvier）
- 卡瑞尔（Joachim Karel）
- 路易斯·彼查德（Louis Bouchard）
- 克里斯蒂娜·波阿斯（Kristina Boaz）
- 丹尼尔·雷恩（Daniel Rennes）
- 格兰特·马勒（Dr. Grant Muller）
- 安东·格瑞（Anton Gris）
- 卢瑟·罗兹克（Luther Rouzic）
- 托马斯·拉迪克（Thomas Luddick）

## 開發
《古墓奇兵：暗黑天使》的開發始於2000年，開發前期團隊做了市場調查之後，團隊決定要創造不遜色於市場上競爭對手的動作冒險遊戲，因此為蘿拉打造了新的故事及新的設定，新的蘿拉設定明顯比以往作品都更加黑暗與深沉，開發重點之一也放在了為充分利用PS2新平台的機能，來驅動蘿拉更細緻的新形象，最具體的改變是蘿拉模型的多邊形數目，從前五部作品的約500個三角形，提升到了5000多個三角形。而團隊為了新的開發方式，人員組成也有變動，Core Design分成了兩個小組，一個團隊負責之前的作品《古墓奇兵：回憶錄》，另一支團隊則負責本作，由於本作的開發規模提升，開發中後期越來越多的人員從《古墓奇兵：回憶錄》團隊遷移到本作團隊，但由於開發經驗的落差，越來越多的開發問題浮現，有許多的工作成品要不是不可用，要不就是難以整合進遊戲專案，在後來對Core Design的專訪中，Core Design承認他們對於本作的野心過大，低估了在PS2新平台的開發難度，使得很多的開發進程都受到嚴重影響。
開發團隊的工作目標還包含了製作更具挑戰性的關卡，以及更真實的動作運動表現，許多的遊戲中角色的動作是從真人演員錄製，類似於後來出現的動作捕捉技術，而關卡的設計靈感來源則參考盧貝松與大衛·芬奇的相關電影元素，穆提‧斯科菲爾德（Murti Schofield）則主導了遊戲的編劇工作，他為本作創造了全新的主角柯蒂斯‧特倫特（Kurtis Trent），並打造了原本預計可製作成三部遊戲內容的劇本，而《古墓奇兵：暗黑天使》僅是這個故事中的首部曲，但在本作發布後，整個三部曲劇本被拋棄，玩家已沒有機會知曉本作之後要描述的故事。
為了趕上Eidos要求的遊戲開發截止期限，開發團隊不得不刪除原本已製作好的關卡與故事內容，其中包括描述羅拉如何在埃及事故中倖存的情節，在最終遊戲中並沒有被解釋，另外被刪減的還有包括巫師與語言學家在內的數個角色，以及一些關卡成品，雖然Core Design已經極力的安排讓玩家不要踏入到被刪除及未完工的關卡區域，但專門進行遊戲修改的進階玩家發現，遊戲中無法以常規方式到達的區域確實呈現了很多的破缺與空白，而試圖踏上這些區域甚至會使遊戲角色掉入深淵，更有消息指出，若遊戲按照原本剔除前的設計，光是巴黎的可探索區域，至少是後來發行版本的數倍之多。遊戲的PC版控制功能甚至是在遊戲開發截止前一個月才匆忙製作，但開發團隊已沒有時間慢慢優化它，這使得最終遊戲的控制操作流暢度不甚理想。

## 音樂
《古墓奇兵：暗黑天使》的音樂由彼得‧康納利（Peter Connelly）和馬丁‧艾維森（Martin Iveson）共同創作，由倫敦交響樂團演奏，與以往系列作相比，本作音樂加入了更多的管弦樂，而音樂是本作開發過程中少數沒有遭遇挫折的部分，可謂是最順利的環節。音樂自初期規劃就打算將樂譜交由倫敦交響樂團演奏，因此在編曲時就編寫了順應交響樂團演奏標準的樂章，雖然音樂錄製時間並不寬裕，倫敦交響樂團也沒有時間排練，只能在錄音現場直接視譜演奏，但錄音工作還是順利進行。康納利表示，遊戲的主題曲是他認為他最得意的作品。
在歐洲獨占發行的遊戲版本中，包含了8首來自遊戲附贈DVD配樂中的曲目。這些曲目後來被壓製成獨立CD發行。

## 評價
《古墓奇兵：暗黑天使》獲得了強勁的初期銷售，主要是由於積極的廣告攻勢所推動。遊戲在英國前20大銷售排行榜中排名第6位，但在一周後跌至第13位。遊戲的PS2版本獲得了娛樂和休閒軟體發行商組織（ELSPA）的「白金」銷售獎，顯示遊戲在英國的銷量至少為30萬份，而最終遊戲銷售了250萬份。
該遊戲收到了評論家的不同評價。在Metacritic上，PS2版本和Windows版本的遊戲平均得分分別為52/100和49/100。評論家稱讚了遊戲的故事情節，圖形，聲音和環境，而同時他們也批評了遊戲的大量錯誤和系統需求，以及不佳的操作控制、戰鬥系統和攝影機運動。遊戲雜誌《Game Informer》和《PlayStation官方雜誌－英國》雜誌分別給出了5.5/10和8/10。